# Base aérienne projetée 101 Niamey
La base aérienne projetée 101 Niamey est une ancienne base aérienne projetée de  l'Armée de l'air française située au Niger (Afrique), sur le même site que l'aéroport international Diori Hamani. Les forces françaises quittent la base le 22 décembre 2023.
Selon TV5 Monde, fin décembre 2023, l'armée des États-Unis déploie près de 1 000 soldats sur cette base.
Il est important de noter qu'elle reprend le numéro mécanographique de la base aérienne 101 Toulouse-Francazal, dissoute en 2009.
C'est de cette base que décollent les drones Reaper qui effectuent des missions de renseignement dans le cadre de l'opération Barkhane au Sahel.
En avril 2022, après le redéploiement des militaires français au Sahel, le général Thierry Burkhard se rend sur la base, futur plot central de Barkhane. Un « PC partenariat » y sort de terre en quelques semaines pour planifier les opérations communes.

## Moyens
En 2018, elle emploie un peu plus de 400 aviateurs (moins de 10 % de l'effectif de l'opération Barkhane), pour la mise en œuvre de 4 à 8 Dassault Mirage 2000, d'un avion ravitailleur C-135FR de l'escadron de ravitaillement en vol et de transport stratégique 1/31 Bretagne, de quatre drones General Atomics MQ-9 Reaper de l'Escadron de drones 1/33 Belfort et de deux C-160NG Transall de l'escadron de transport 2/64 Anjou. Elle accueille occasionnellement des Airbus A400M Atlas de l'escadron de transport 1/61 Touraine. Depuis juillet 2022 elle est commandée par le colonel Grégoire Servent en remplacement du colonel Loïc Mandereau.
À la suite du coup d'État du 26 juillet 2023, elle est la cible de manifestations, et au 22 décembre 2023 il n'y a plus de forces armées françaises à la suite de ce coup d'État.